# Izești, Prahova
Izești este un sat în comuna Bălțești din județul Prahova, Muntenia, România.
Așezarea este atestată documentar din 1596.